# Ted-Jan Bloemen
Ted-Jan Bloemen, né le 16 août 1986 à Leiderdorp, est un patineur de vitesse canadien et néerlandais.

## Carrière
Ted-Jan Bloemen concourt pour les Pays-Bas jusqu'en 2014 où il rejoint le Canada.
Il est médaillé d'argent en poursuite par équipe aux Championnats du monde simple distance de patinage de vitesse 2015. Aux Championnats du monde simple distance 2016, il est médaillé d'argent du 10 000 mètres et médaillé de bronze en poursuite par équipe. Il reçoit cette année-là le prix Oscar Mathisen.
Il est médaillé d'or sur 10 000 mètres et médaillé d'argent sur 5 000 mètres aux Jeux olympiques de 2018.

## Palmarès

### Jeux olympiques d'hiver
| Épreuve / Édition   | 500 mètres | 1 000 mètres | 1 500 mètres | 5 000 mètres                       | 10 000 mètres                  | Mass start | Poursuite par équipes |
| JO 2018 Pyeongchang | —          | —            | —            | Médaille d'argent, Jeux olympiques | Médaille d'or, Jeux olympiques | —          | —                     |
| JO 2022 Pékin       |            |              |              | 10e                                |                                |            |                       |

Légende :
- : première place, médaille d'or
- : deuxième place, médaille d'argent
- : troisième place, médaille de bronze
- : pas d'épreuve
- — : Non disputée par le patineur
- DSQ : disqualifiée